# أساهي لينكس
أساهي لينكس (بالإنجليزية: Asahi Linux)‏ هي توزيعة جنو/لينكس مبنية على آرتش لينكس، وصُممت لتعمل على أجهزة أبل سيليكون. بدأ العمل عندما أعلنت آبل عن توجهها لجعل أجهزة الماكنتوش تعتمد على آبل سيليكون حصرًا. واجه المشروع صعوبة في إنشائه نظرًا لصعوبة متطلبات برمجيات آبل الثابتة المحتكرة.
كان المشروع في بداياته يعتمد على آرتش لينكس، لكنه خطط للانتقال إلى فيدورا منذ أغسطس 2023.

## روابط خارجية
- الموقع الرسمي